# Mesosa albidorsis
Mesosa albidorsis là một loài bọ cánh cứng trong họ Cerambycidae.